# Entenberg (Ringgau)
Der Entenberg ist ein heute teilweise bewaldeter Berg und eine mittelalterliche Grenzmarkierung bei Ifta westlich des thüringischen Ortes Creuzburg im Wartburgkreis. Er zählt zum Ringgau und zum  Naturpark Eichsfeld-Hainich-Werratal.
Das Bergplateau besitzt eine Gipfelhöhe von 387,3 m ü. NHN, ein Panoramablick ermöglicht bei guter Sicht Blicke zum nordwestlichen Thüringer Wald mit dem Inselsberg und den Hörselbergen.
Über den Nordhang des Berges verläuft die hessisch-thüringische Landesgrenze mit einer Partie Grenzsteine aus dem 16. Jahrhundert. Der noch landwirtschaftlich genutzte Südhang gehört zur Gemarkung Willershausen im Werra-Meißner-Kreis.